# Pécos tire ou meurt
Pour plus de détails, voir Fiche technique et Distribution.
Pécos tire ou meurt (titre original : Pecos è qui: prega e muori!) est un film italien de Maurizio Lucidi sorti en 1967. C'est la suite de Mon nom est Pécos.

## Synopsis
Le mexicain Pécos Martinez voyage en compagnie de trois musiciens. Alors qu'ils se retrouvent mêlés à une bagarre de Saloon, ils découvrent que le peuple mexicain est sous la coupe du « Suprême ». Prétendant représenter les empereurs du Mexique, ce mégalomane veut non seulement faire revivre l'empire de Moctezuma mais aussi s'emparer du trésor qui le rendrait immensément riche...

## Fiche technique
- Titre original : Pecos è qui: prega e muori!
- Titre anglophone : Pecos cleans up
- Réalisation : Maurizio Lucidi, assisté d'Aldo Lado
- Scénario : Adriano Bolzoni, Augusto Caminito et Fernando Di Leo
- Directeur de la photographie : Franco Villa
- Montage : Renzo Lucidi
- Musique : Lallo Gori
- Costumes : Mila
- Décors : Demofilo Fidani
- Production : Franco Palombi et Gabriele Silvestri
- Genre : Western spaghetti
- Pays :  Italie
- Durée : 84 minutes
- Date de sortie :
  -  Italie : 23 mars 1967
  -  Allemagne de l'Ouest : 8 décembre 1967

## Distribution
- Robert Woods (VF : Alain Nobis) : Pécos Martinez
- Erno Crisa (VF : Gabriel Cattand) : le Suprême
- Luciana Gilli (VF : Jane Val) : Dona (Dame en VF) Ramona
- Pedro Sanchez (VF : Claude Bertrand) : Dago
- Brigitte Winter (VF : Joëlle Janin) : Eliza
- Fred Coplan (VF : Pierre Collet) : Leon
- Charles Gate (VF : Michel Barbey) : Tonville
- Piero Vida (VF : Paul Mercey) : Paco, le guitariste
- Umi Raho : Pinto, le violoniste
- Gino Barbacane (VF : Yves Massard) : El Rayo (Le Rayo en VF)
- Luigi Casellato (VF : Henry Djanik) : Pepe, le trompettiste